# Aaron Selber, Jr.
Aaron Rosenbaum Selber, Jr. (13 de diciembre de 1927 - 13 de agosto de 2013) fue un empresario estadounidense, el último presidente de la antigua Selber Bros., una cadena de grandes almacenes, y un filántropo de Shreveport, la ciudad más grande en la parte norte de Estados Unidos, estado de Louisiana.

## Biografía
Selber era un hijo de un matrimonio judío, Aaron R. Selber, Sr. (1896-1968), natural de Baton Rouge, y Frances Dreyfuss (1900-2000). Mientras crecía durante la Gran Depresión, Selber desarrolló su ética de trabajo temprano, entregando el periódico ya desaparecido Shreveport Journal, vendió el Saturday Evening Post, y máquinas expendedoras de servicio mientras asistía a la escuela primaria y secundaria en la probada Escuela Southfield y el bachillerato en la pública C. E. Byrd, en su nativa Shreveport. Se graduó en Southfield School en 1940, uno de los primeros graduados de la institución ubicada en 1100 Southfield Road; en 2011, fue incluido en el Salón de la Fama de Southfield.